# TrueMajority
TrueMajority war eine linksliberale Interessengruppe in den Vereinigten Staaten.

## Geschichte
TrueMajority wurde 2002 von Ben Cohen, dem Mitbegründer von Ben & Jerry’s, gegründet. TrueMajority war ein Sammelbecken und Sprachrohr für politisch Interessierte, die sich für soziale Gerechtigkeit, Umweltschutz und Nachhaltigkeit einsetzten. 2004 hatte die Gruppe bereits 400.000 Mitglieder. Die Leitung unterrichtete die Mitglieder per E-Mail über laufende politische Vorhaben. Die Mitglieder wiederum wandten sich an Kongressabgeordnete, Kommunalpolitiker und andere einflussreiche Persönlichkeiten, um im Sinne ihrer Überzeugungen auf deren Entscheiden und Handeln einzuwirken.
Im September 2007 gingen TrueMajority und die mit ihr verbundene Organisation TrueMajorityACTION im Bündnis USAction auf, das seinerseit 2016 im Bündnis People’s Action aufging.